# Газимагомедов, Магомедрасул Мухтарович
Магомедрасу́л Мухта́рович Газимагоме́дов (род. 8 апреля 1991, Тинди, Дагестанская АССР) — российский борец вольного стиля, двукратный чемпион мира 2015 и 2018 годов в категории до 70 кг.

## Биография
По национальности — аварец. Родился 8 апреля 1991 года в селении Тинди Цумадинского района. Вольной борьбой занимается с 10 лет. Неоднократный чемпион России, чемпион мира, победитель Европейских игр, заслуженный мастер спорта России.
В феврале 2020 года на чемпионате континента в итальянской столице, в весовой категории до 74 кг Магомедрасул в схватке за чемпионский титул уступил спортсмену из Италии Франку Чамисо и завоевал серебряную медаль европейского первенства.
В апреле 2020 года Магомедрасулу было присвоено звание Заслуженный мастер спорта России.

## Спортивные результаты
- Клубной Чемпионат мира по вольной борьбе (Тегеран, 2023)
- Чемпионат Европы по борьбе (Рим, 2020)
- Гран-при Ивана Ярыгина  (Красноярск 2020)
- Чемпионат России по вольной борьбе (Сочи, 2019);
- Чемпионат Европы по борьбе (Бухарест, 2019)
- Гран-при Иван Ярыгин (Красноярск, 2019);
- Чемпионат мира по борьбе (Будапешт, 2018);
- Чемпионат России по вольной борьбе (Одинцово, 2018);
- Гран-при Иван Ярыгин (Красноярск, 2018);
- Чемпионат мира по борьбе (Лас-Вегас, 2015);
- Чемпионат России по вольной борьбе (Каспийск, 2015);
- Европейские игры 2015 (Баку, 2015);
- Чемпионат России по вольной борьбе (Якутск, 2014).